# Brooke Valentine
Brooke Valentine (5 octobre 1984) est une chanteuse, actrice et mannequin américaine. 